# Sint-Antoniuskerk (Kranenburg)
De Sint-Antoniuskerk of de Sint-Antonius van Paduakerk is een voormalige rooms-katholieke kerk in de Nederlandse plaats Kranenburg. De kerk is gebouwd in 1856 gebouwd naar ontwerp van Pierre Cuypers en pas in 1867 ingewijd, waarbij Antonius van Padua als patroonheilige werd aangenomen. Voor Cuypers diende de kerk een voorstudie naar de bouw van de Sint-Martinuskerk in Maastricht.
Voor de bouw van de kerk waren de katholieken gewezen op schuil- en schuurkerken. Na de Franse tijd werd gepoogd een eigen kerk te bouwen, maar subsidie hiervoor bleef uit tot 1830 en de daadwerkelijke uitbetaling tot 1833. Het jaar erop werd een kerk gewijd langs de weg van Zutphen naar Winterswijk. Deze kerk had echter schulden en de familie Van Dorth, bewoners van het nabijgelegen Huis Medler, stelden gelden beschikbaar voor het aflossen van de schulden en de bouw van een nieuwe kerk. In 1856 werd aangevangen met de bouw van een nieuwe kerk waarvoor Cuypers diverse ontwerpen had gemaakt.
De kerk is opgezet als driebeukige kruisbasiliek in neogotische bouwstijl, waarbij de kerktoren is voorzien van flankerende torentjes. Bij de ingang is een archivolt aangebracht. In zowel het schip als zijbeuken zijn rondboogvensters verwerkt, met daarin glas in loodramen. In het dwarsschip is een groot roosvenster gemaakt en het dak is voorzien van voornamelijk kruisribgewelven. 
Het kerkgebouw is een rijksmonument en herbergt tegenwoordig het Heiligenbeeldenmuseum.

## Galerij

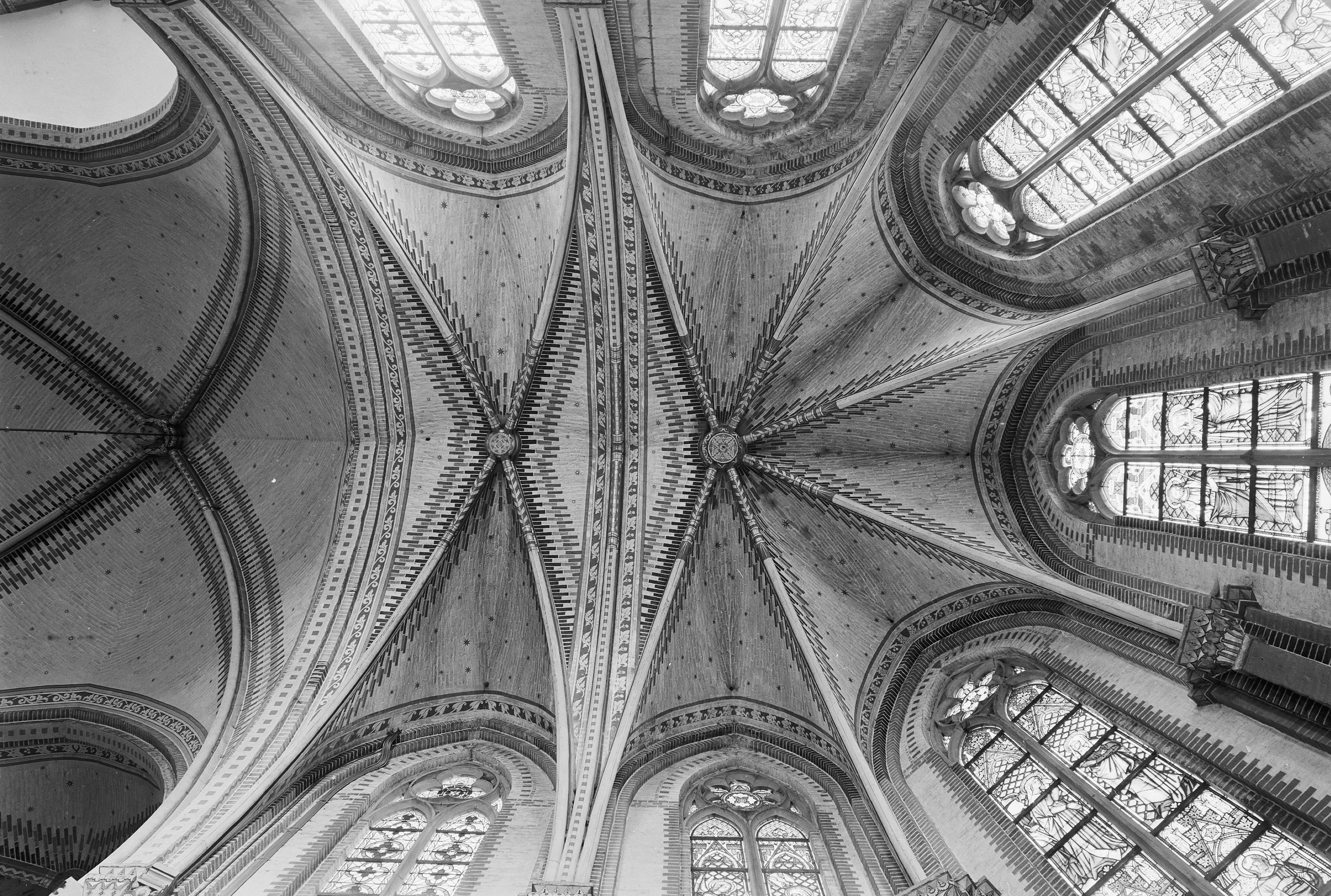
Gewelven in het koor en deel van het schip
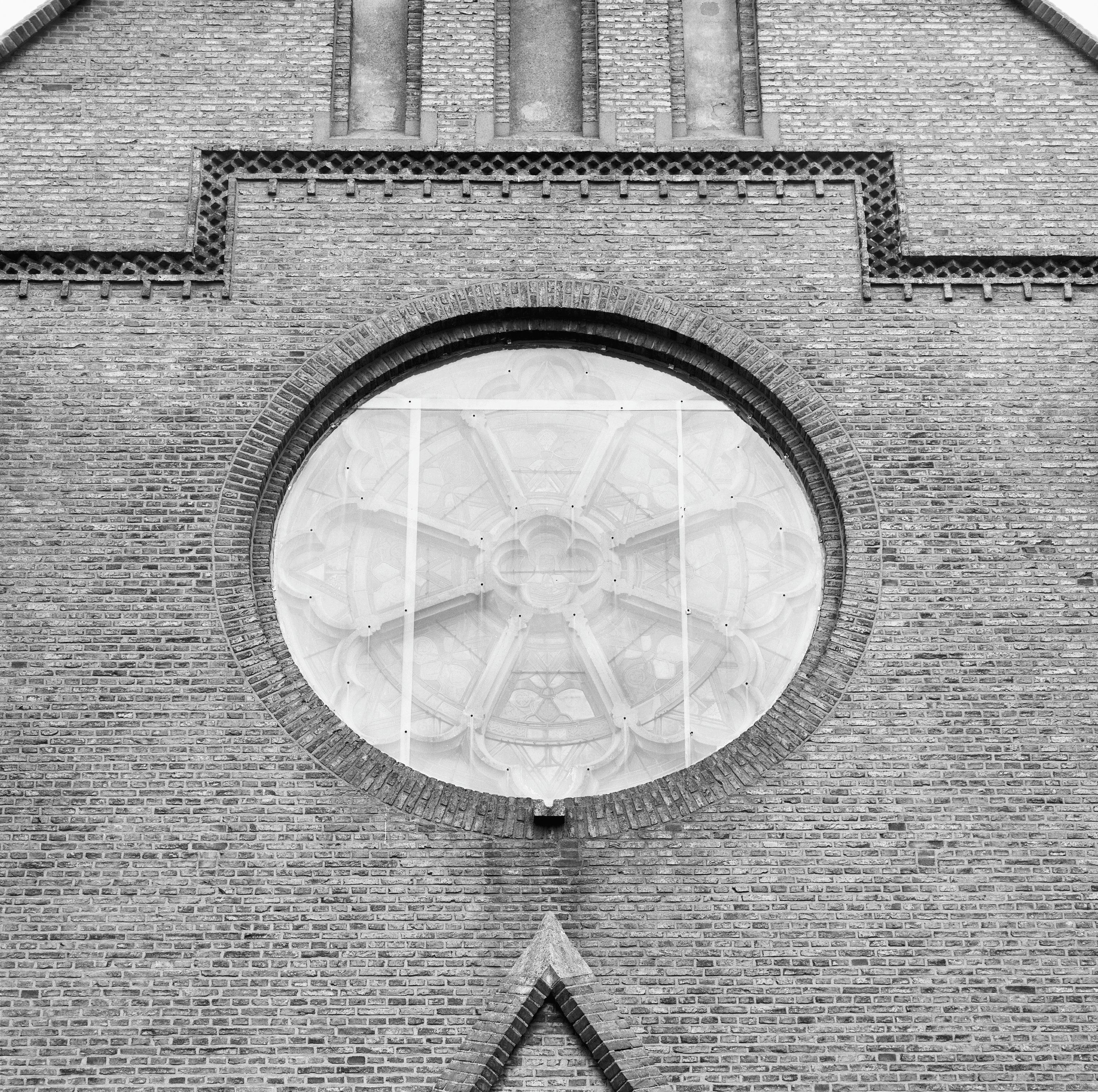
Roosvenster
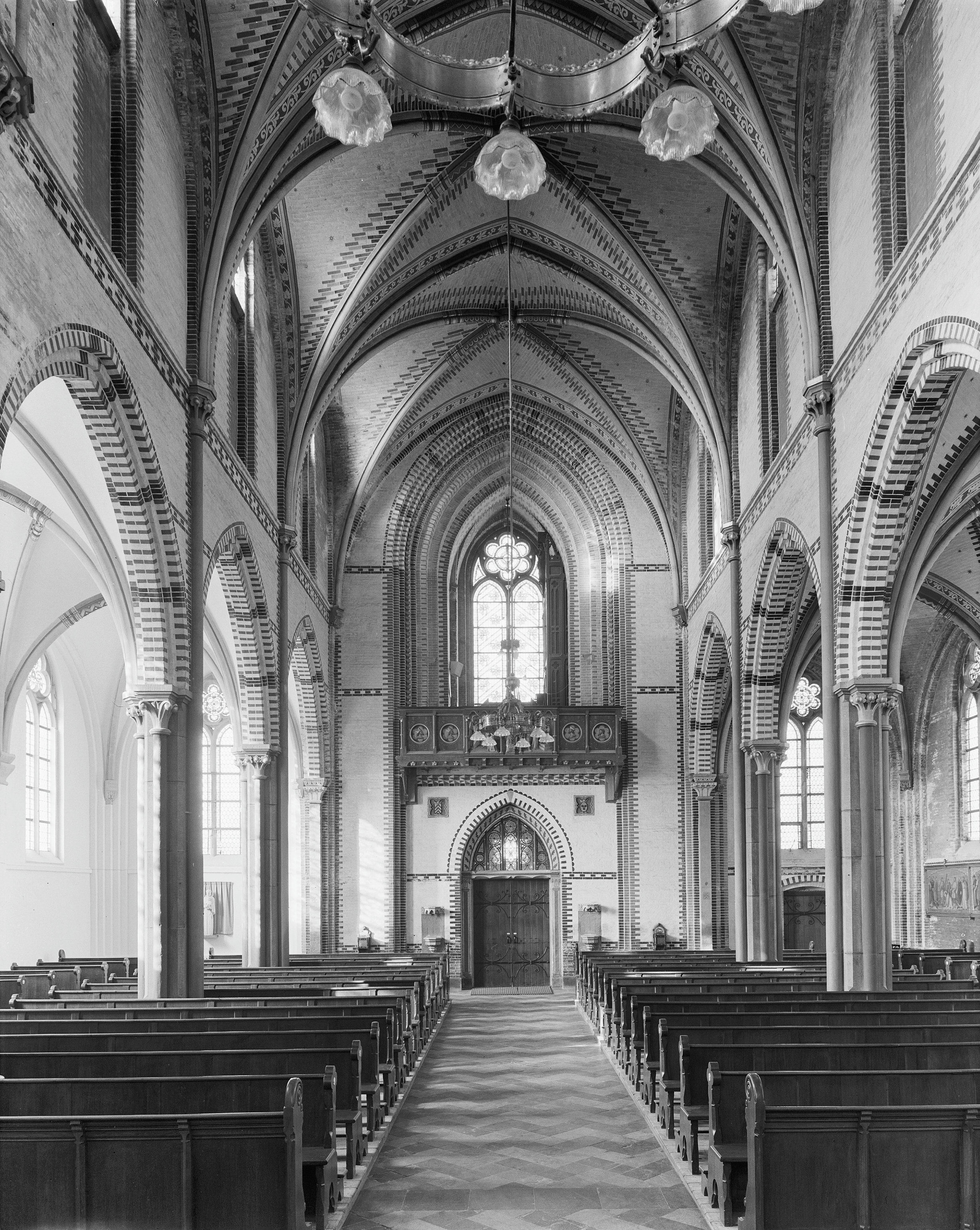
Interieur
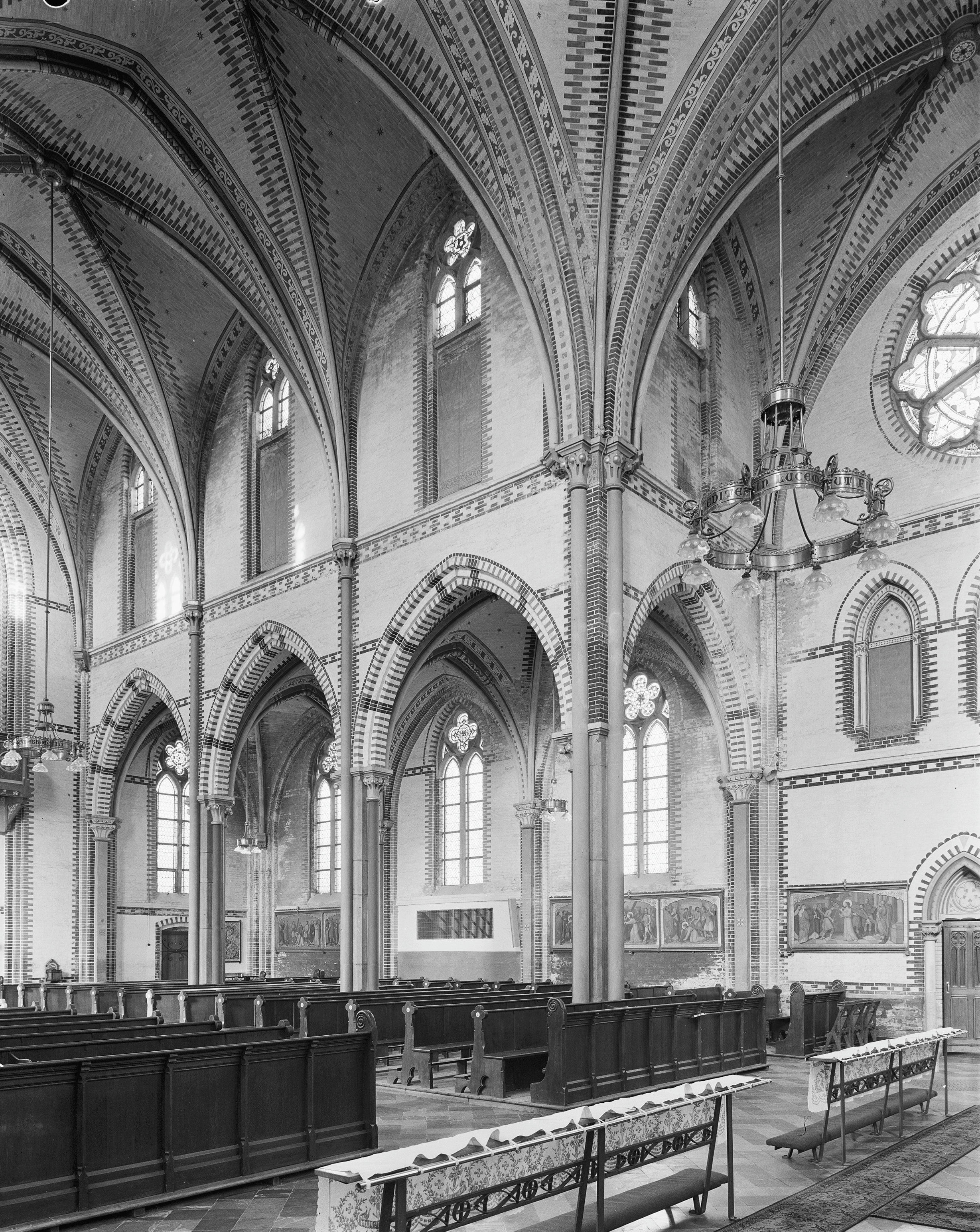
Interieur van een zijde
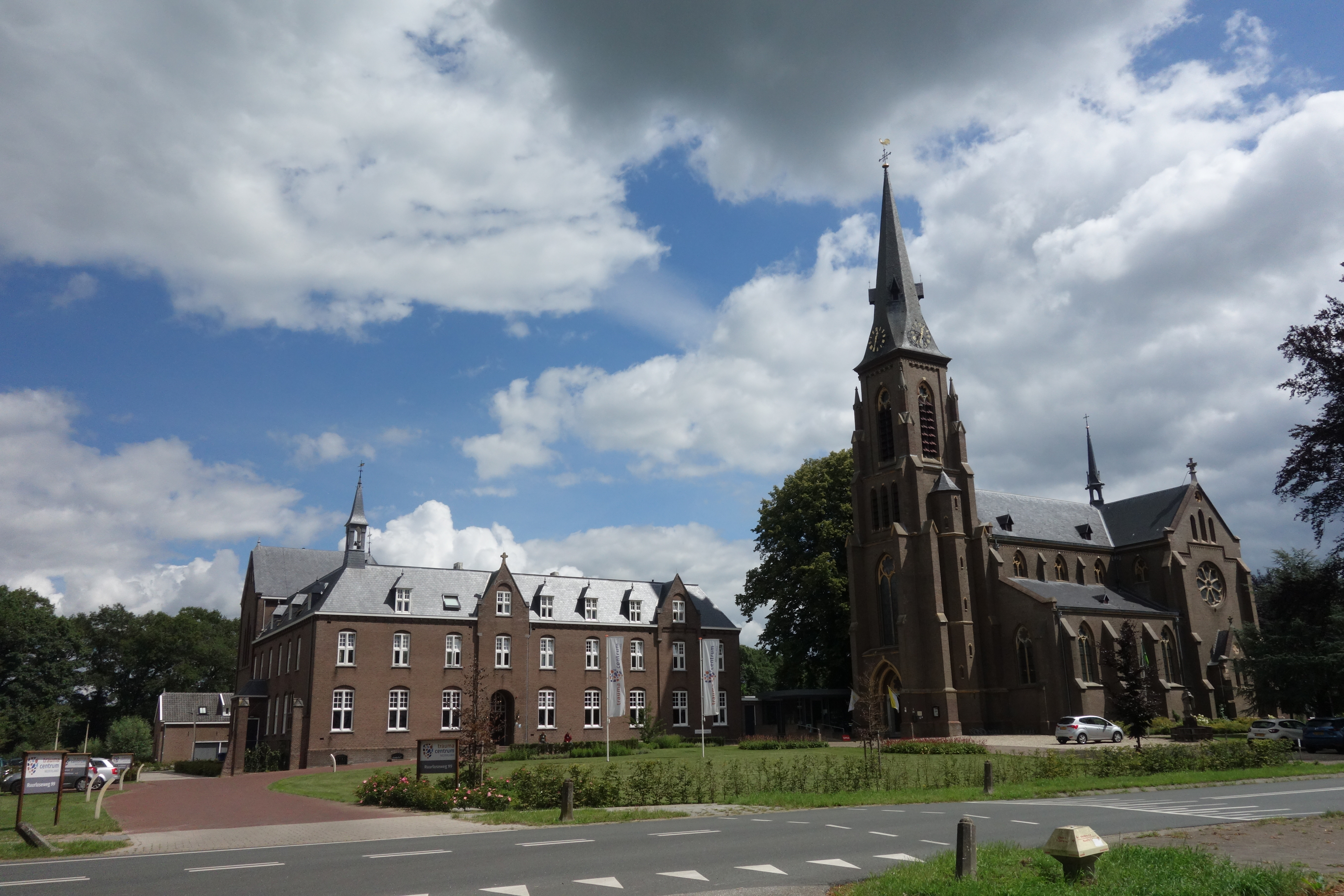
Rechts de Sint-Antoniuskerk, links het Trauma Centrum
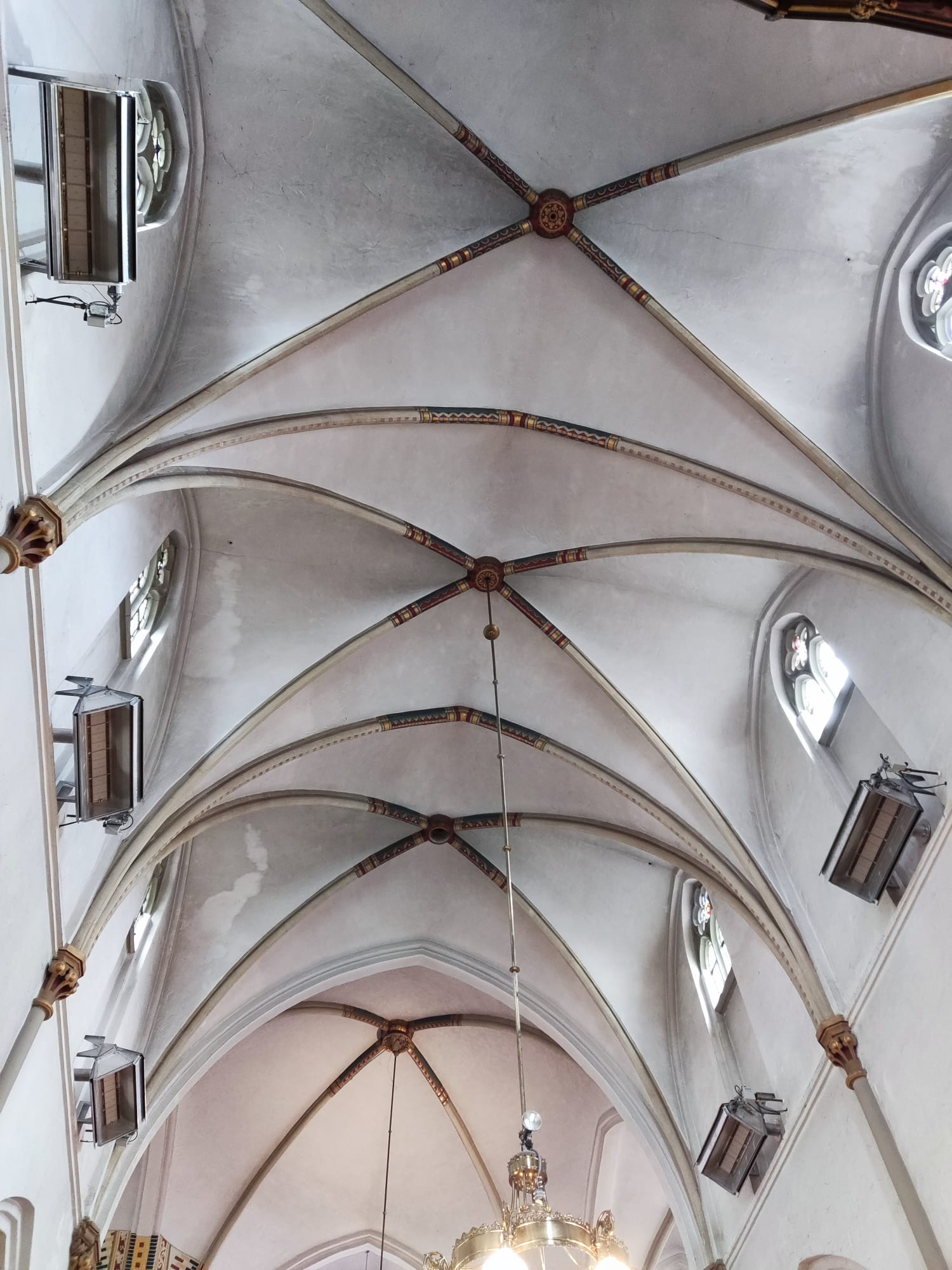
Detail van het plafond van de kerk